# Helmut Schmidt

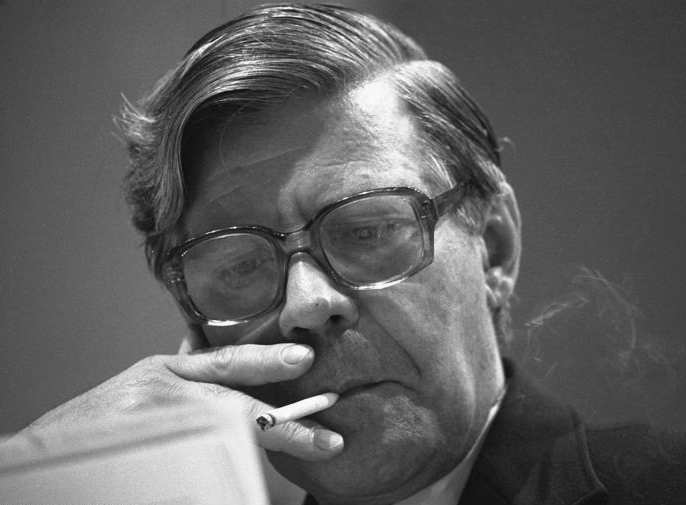
Na sněmu SPD v Dortmundu 1978

Helmut Heinrich Waldemar Schmidt (23. prosince 1918 Hamburk – 10. listopadu 2015 Hamburk) byl německý politik (SPD), ministr obrany, financí a v letech 1974–1982 spolkový kancléř Západního Německa.

## Život
Po maturitě v Hamburku se dobrovolně přihlásil k vojenské službě, aby mohl později bez přerušení studovat a sloužil od listopadu 1937 u protiletadlového dělostřelectva. V roce 1941 se účastnil útoku na Sovětský svaz, u Leningradu si vysloužil Železný kříž druhé třídy. V letech 1942 až 1944 byl poradcem na říšském ministerstvu letectví, po atentátu na Hitlera 20. července 1944 byl nadporučík Luftwaffe Schmidt delegován jako přísedící u soudních procesů Lidového soudu (Freislerschen Volksgerichtshof) proti osobám zapojeným do spiknutí. Zde byl očitým svědkem mnoha trestů smrti (mj. Hanse Georga Klamrotha, otce své údajné pozdější milenky) a přibližně v této době, znechucen chováním předsedajícího soudce Rolanda Freislera, započala změna jeho politického přesvědčení ze zarytého nacisty na „vnitřní opozici“ vůči národnímu socialismu. V letech 1944–1945 sloužil ve velitelských funkcích u protiletadlového dělostřelectva na západní frontě. Pro kritické výroky o Göringovi a NSDAP měl být postaven před soud, jeho vojenští nadřízení tomu ale zabránili tím, že ho stále přemísťovali. Na jaře 1945 byl zajat Brity, v zajateckém táboře prošel konečnou denacifikací, o poslední „iluze“ o nacionálním socialismu přišel během přednášek obětí bývalého režimu v táboře. Po propuštění vystudoval ekonomii a v letech 1949–1953 vedl dopravní oddělení hamburského magistrátu. Roku 1942 se oženil s Hannelore Glaser, s níž měl dvě děti. Schmidt byl náruživý kuřák, kouřit začal v deseti letech a kouřil více než 40 cigaret denně.
Helmut Schmidt dosáhl v armádě Třetí říše důstojnické hodnosti navzdory svému původu. Z pohledu norimberských rasových zákonů nebyl čistým árijcem a jako osoba se čtvrtinou "židovské krve", tzv. míšenec 2. stupně (Mischling 2. Grades) neměl na kariéru v ozbrojených silách nárok. Jeho otec byl nemanželský syn hamburského židovského bankéře Ludwiga Gumpela. Schmidt je příjmení jeho pozdějších německých adoptivních rodičů.

## Politická dráha
Roku 1945 vstoupil Schmidt do sociálně demokratické strany (SPD), v letech 1948/9 byl předsedou její studentské mládeže a v letech 1968–1984 místopředsedou strany. V letech 1953–1967 byl poslancem Spolkového sněmu a v letech 1958–1961 poslancem Evropského parlamentu. V letech 1961–1965 byl členem rady města Hamburku a získal si velkou popularitu při záplavách 1962.
V první vládě Willyho Brandta (1969–1972) působil postupně ve funkcích ministra obrany, financí a hospodářství, V jeho druhé vládě (1972–1974) pak ve funkci ministra financí. Po rezignaci Willyho Brandta 1974 byl zvolen pátým kancléřem SRN. Během jeho vlády postihla i Německo vleklá naftová a hospodářská krize i řada teroristických atentátů tzv. Frakce Rudé armády. Jako kancléř se velmi spřátelil s francouzským prezidentem Giscardem d'Estaing a společně prosazovali další kroky evropské integrace i zřízení skupiny G7.
Když roku 1977 Sovětský svaz rozmístil v Evropě rakety SS-20, snažil se Schmidt prosadit, aby je buď opět stáhl, anebo aby zde odpovídající rakety umístily i USA. Tím se rozešel s většinou své strany a ze sporů vznikla Strana zelených. Záměr přesto následující pravicové vlády prosadily. Roku 1982 ztratil Schmidt parlamentní většinu a místo něho byl kancléřem zvolen Helmut Kohl.
Schmidt napsal řadu knih, od roku 1983 byl spoluvydavatelem týdeníku Die Zeit a i po svém odchodu z politiky se vyjadřoval k aktuálním otázkám. Za svoji činnost dostal asi 30 čestných doktorátů, několik čestných občanství a mnoho různých cen. Působil v řadě nadací a zdůrazňoval potřebu mravní obnovy. Roku 1997 uveřejnil návrh "Obecné deklarace lidských povinností" a na pozvání Václava Havla se zúčastnil i pražského Fora 2000.
| „            | Hlemýždí tempo je v každé demokracii normální. | “ |
| — H. Schmidt |                                                |   |

| „            | Právní stát nemá vítězit ani prohrávat, ale má existovat. | “ |
| — H. Schmidt |                                                           |   |

## Publikační činnost (výběr)
- SCHMIDT, Helmut. Was ich noch sagen wollte. 1. vyd. C.H.Beck, 2015. 239 S. ISBN 978-3-406-67612-3.

- SCHMIDT, Helmut. Mein Europa: Mit einem Gespräch mit Joschka Fischer. Hoffmann und Campe, 2013. 368 S. ISBN 978-3-455-50315-9.
- SCHMIDT, Helmut. Ein letzter Besuch: Begegnungen mit der Weltmacht China. Siedler, 2013. 192 S. ISBN 978-3-8275-0034-2.
- SCHMIDT, Helmut. Religion in der Verantwortung: Gefährdungen des Friedens im Zeitalter der Globalisierung. Ullstein, 2012. 256 S. ISBN 978-3-548-37446-8.
- SCHMIDT, Helmut. Menschen und Mächte. Pantheon, 2011. 544 S. ISBN 978-3-570-55157-8.
- SCHMIDT, Helmut. Außer Dienst: Eine Bilanz. 1. vyd. Pantheon, 2010. 350 S. ISBN 978-3570551035.
- SCHMIDT, Helmut. Vertiefungen: Neue Beiträge zum Verständnis unserer Welt. Siedler, 2010. 336 S. ISBN 978-3-88680-967-7.
- SCHMIDT, Helmut. Weggefährten: Erinnerungen und Reflexionen. 1. vyd. Siedler, 1998. 575 S. ISBN 978-3-442-75515-8.

## V češtině
- SCHMIDT, Helmut. Na společné cestě : vzpomínky a úvahy. Překlad Lydie Stočesová. Praha: Pragma, 1997. 575 s. ISBN 80-7205-484-8.
- SCHMIDT, Helmut. Sebezáchova Evropy : perspektivy 21. století. Překlad Ivan Kadrmas. 1. vyd. Praha; Litomyšl: Paseka, 2003. 179 s. (Souvislosti). ISBN 80-7185-561-8.
- SCHMIDT, Helmut; SIEREN, Frank. Čína, náš soused. Překlad Miloš Bárta. 1. vyd. Brno: Doplněk, 2011. 295 s. ISBN 978-80-7239-256-8.

## Fotogalerie

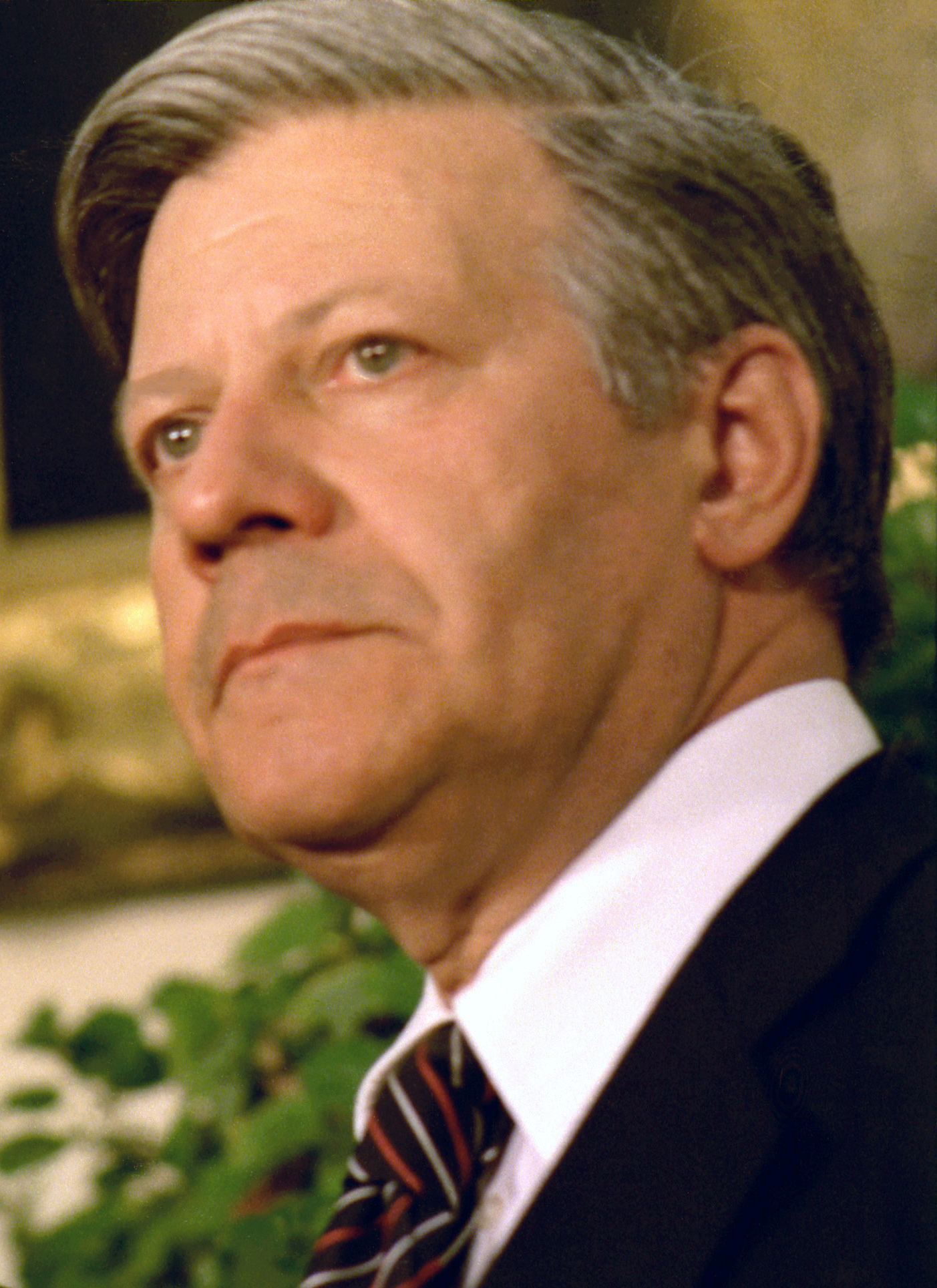
Helmut Schmidt (1977)
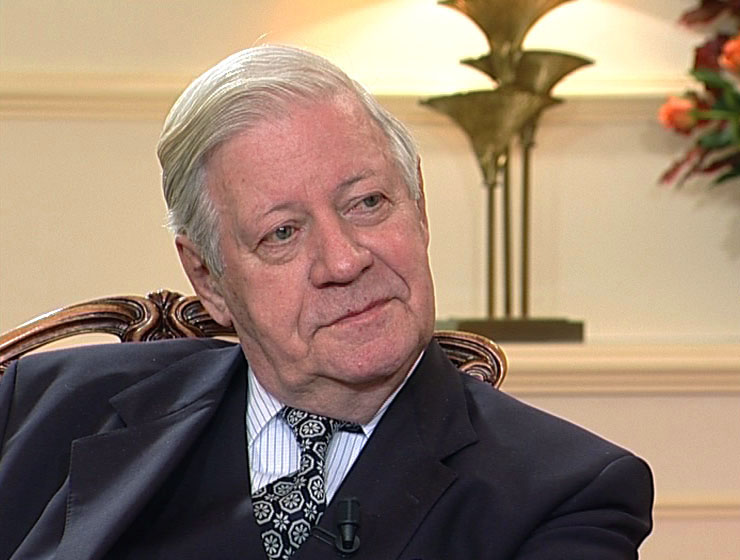
Helmut Schmidt (2001)
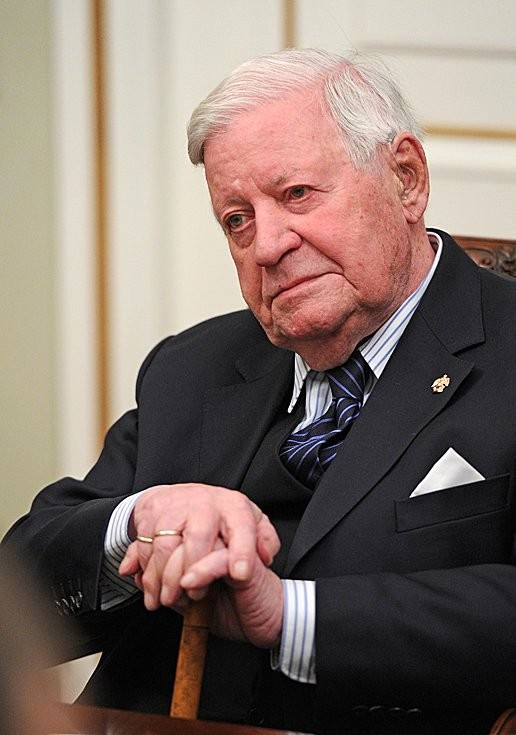
Helmut Schmidt (2013)
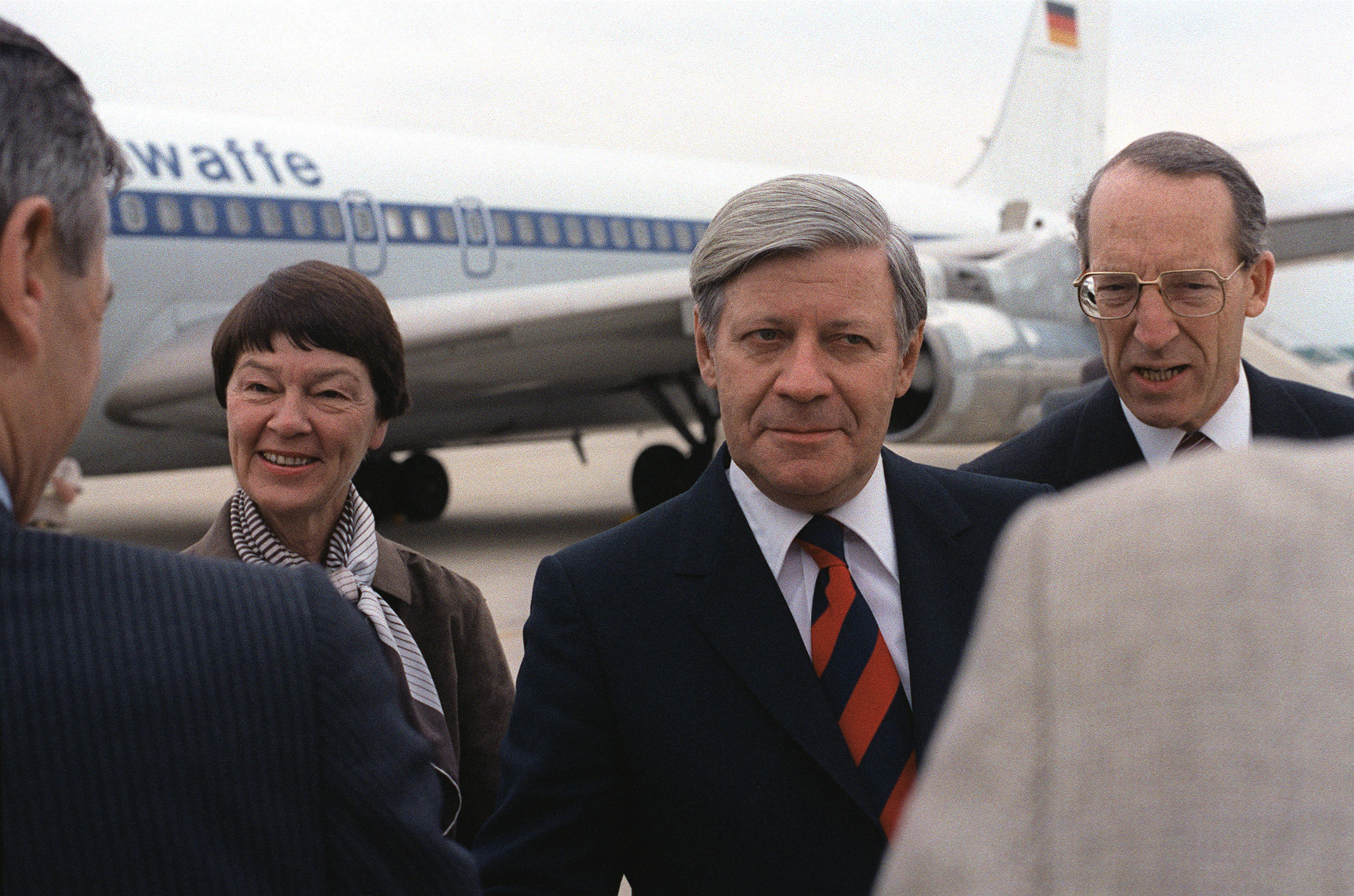
Helmut Schmidt po boku svojí chotě Loki v roce 1981